# الدوري الإنجليزي لكرة القدم 1960–61
الدوري الإنجليزي لكرة القدم 1960–61 (بالإنجليزية: 1960–61 Football League)‏ هو موسم من دوري كرة القدم الإنجليزي. فاز فيه توتنهام هوتسبير.